# NGC 6486
NGC 6486 је елиптична галаксија у сазвежђу Херкул која се налази на NGC листи објеката дубоког неба.
Деклинација објекта је + 29° 49' 7" а ректасцензија 17h 52m 35,2s. Привидна величина (магнитуда) објекта NGC 6486 износи 14,3 а фотографска магнитуда 15,3. NGC 6486 је још познат и под ознакама MCG 5-42-6, CGCG 171-12, NPM1G +29.0417, PGC 61033.